# Ulanhot
Ulanhot (乌兰浩特市S, WūlánhàotèP) è una città-contea della Cina, situata nella regione autonoma della Mongolia Interna e amministrata dalla lega di Xing'an.